# Antón Lasheras
Antonio de las Heras Rotaeche (Bilbao, Vizcaya, 10 de julio de 1935 - Vigo, 6 de abril de 2021) fue un futbolista español que jugaba como defensa.

## Clubes
| Club                | País   | Año       |
| ------------------- | ------ | --------- |
| R. C. Celta de Vigo | España | 1958-1959 |
| C. D. Ourense       | España | 1959-1960 |
| R. C. Celta de Vigo | España | 1960-1969 |